# Torneo de Stuttgart 2018
El MercedesCup 2018 fue un torneo de tenis jugado en césped al aire libre. Esta fue la 41.ª edición del MercedesCup, y formó parte de la gira mundial ATP World Tour 2018 en la categoría ATP 250 series. Se llevó a cabo en Stuttgart (Alemania) del 11 al 17 de junio de 2018.

## Distribución de puntos
| Modalidad            | Campeón | Finalista | Semifinales | Cuartos de final | 2ª ronda | 1ª ronda | Clasificados | 2ª ronda de clasificación | 1ª ronda de clasificación |
| Individual masculino | 250     | 165       | 100         | 50               | 25       | 0        | 13           | 7                         | 0                         |
| Dobles masculino     | 250     | 150       | 90          | 45               | 20       | 0        | -            | -                         | -                         |

## Cabezas de serie

### Individuales masculino
| Tenista               | Ranking | Preclasificado |
| Roger Federer         | 2       | 1              |
| Lucas Pouille         | 16      | 2              |
| Tomáš Berdych         | 20      | 3              |
| Nick Kyrgios          | 23      | 4              |
| Philipp Kohlschreiber | 24      | 5              |
| Denis Shapovalov      | 25      | 6              |
| Milos Raonic          | 28      | 7              |
| Feliciano López       | 33      | 8              |

- Ranking del 28 de mayo de 2018.[2]

### Dobles masculino
| Tenista                                | Ranking | Preclasificado |
| Aisam-ul-Haq Qureshi Jean-Julien Rojer | 44      | 1              |
| Ben McLachlan Jan-Lennard Struff       | 60      | 2              |
| Max Mirnyi Philipp Oswald              | 83      | 3              |
| Marcelo Demoliner Feliciano López      | 86      | 4              |

## Campeones

### Individual masculino
Roger Federer venció a  Milos Raonic por 6-4, 7-6(7-3)

### Dobles masculino
Philipp Petzschner /  Tim Puetz vencieron a   Robert Lindstedt /  Marcin Matkowski por 7-6(7-5), 6-3